# Антошкино (Селтинський район)
Анто́шкино (рос. Антошкино) — присілок у складі Селтинського району Удмуртії, Росія.

## Населення
Населення — 21 особа (2010; 23 в 2002).
Національний склад станом на 2002 рік:
- росіяни — 91 %

## Урбаноніми[3]
- вулиці — Берегова, Зарічна